# Давидковецький заказник
Давидкове́цький зака́зник — лісовий заказник місцевого значення в Україні. Розташований у межах Хмельницького району Хмельницької області, неподалік від села Давидківці. 
Площа 506 га. Статус надано згідно з рішенням 2 сесії обласної ради народних депутатів від 28.10.1994 року, № 7. Перебуває у віданні ДП «Хмельницьке лісомисливське господарство». 
Статус надано з метою збереження лісового масиву, в якому переважають високопродуктивні насадження дуба черешчатого.

## Галерея

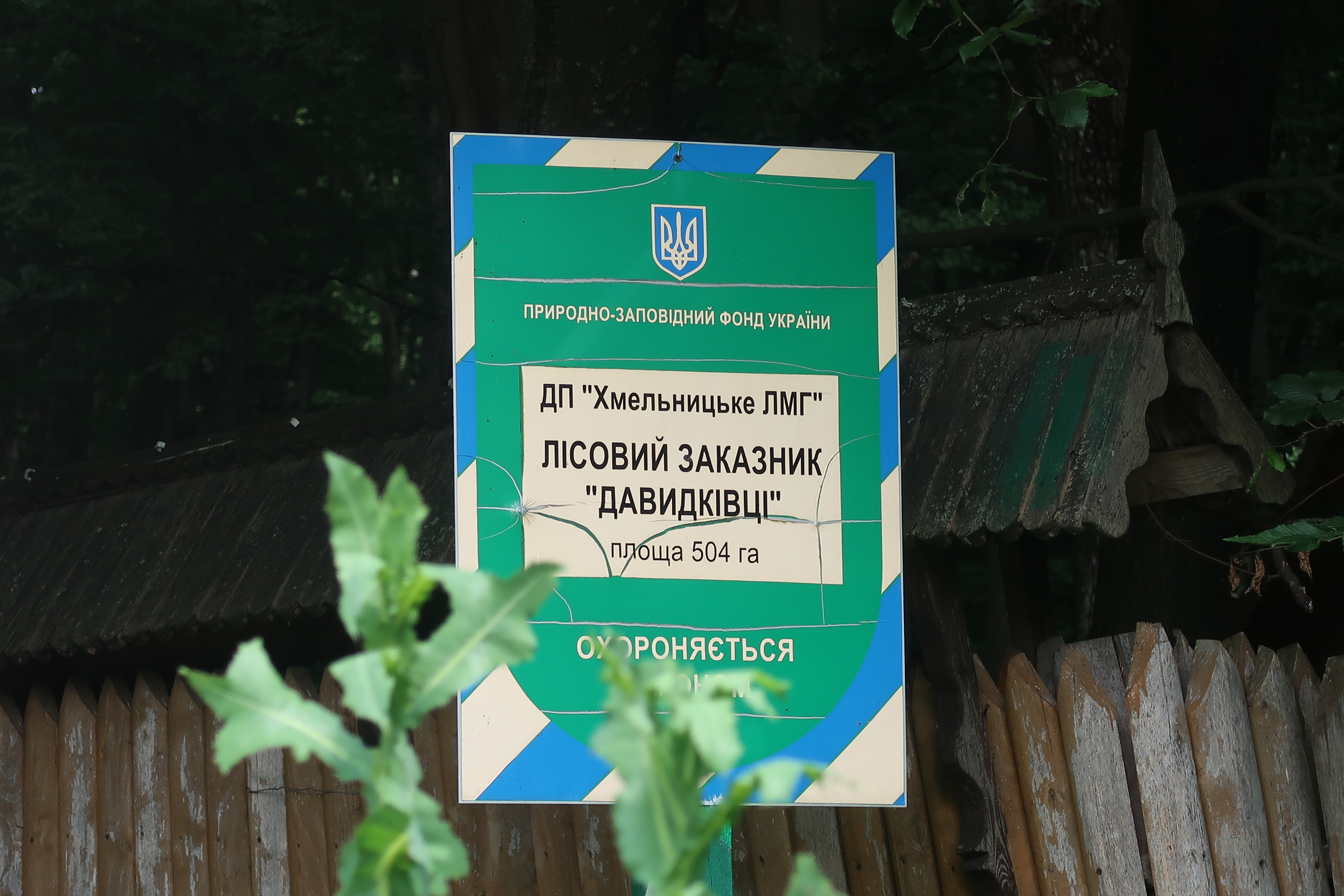
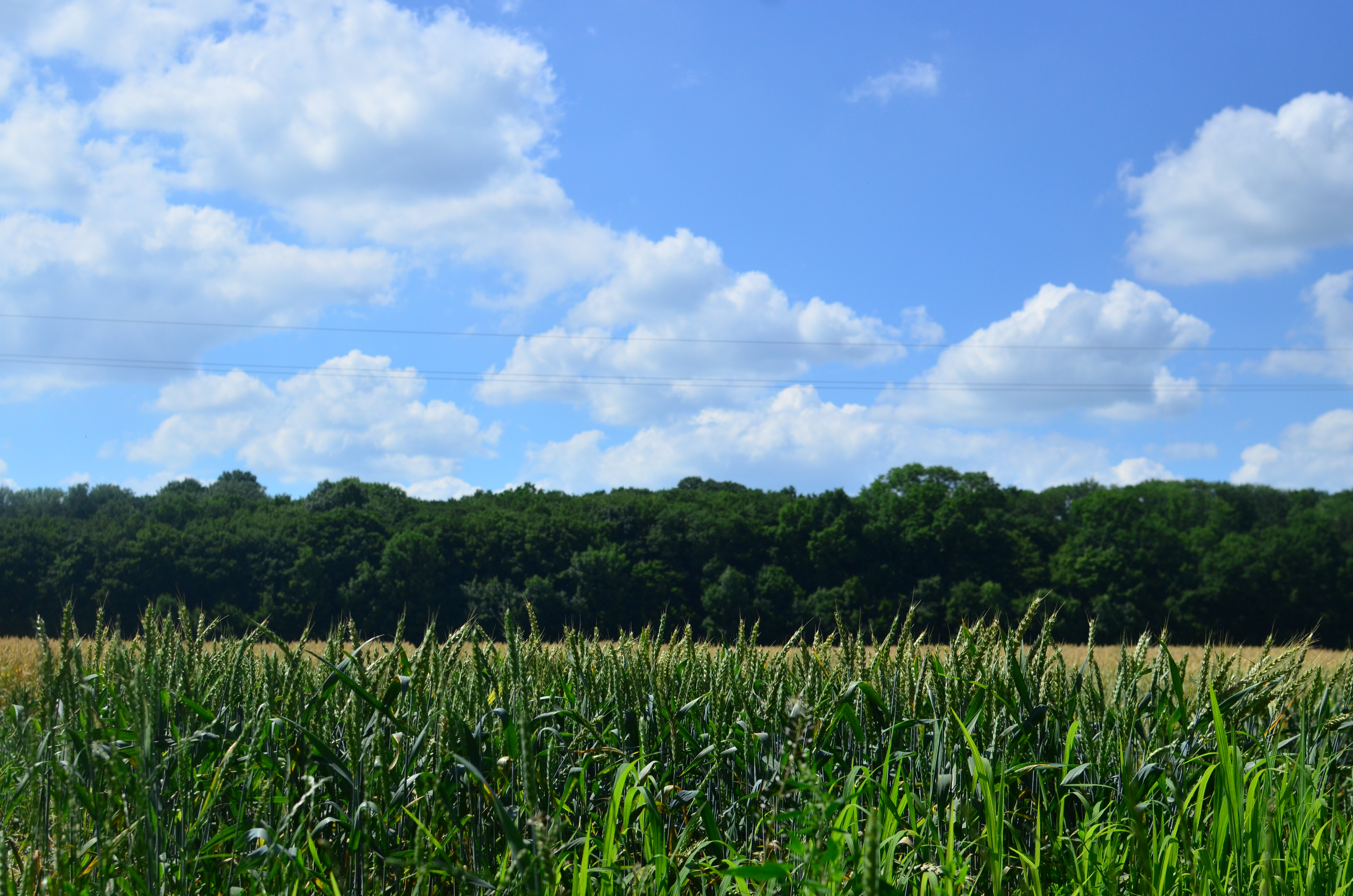
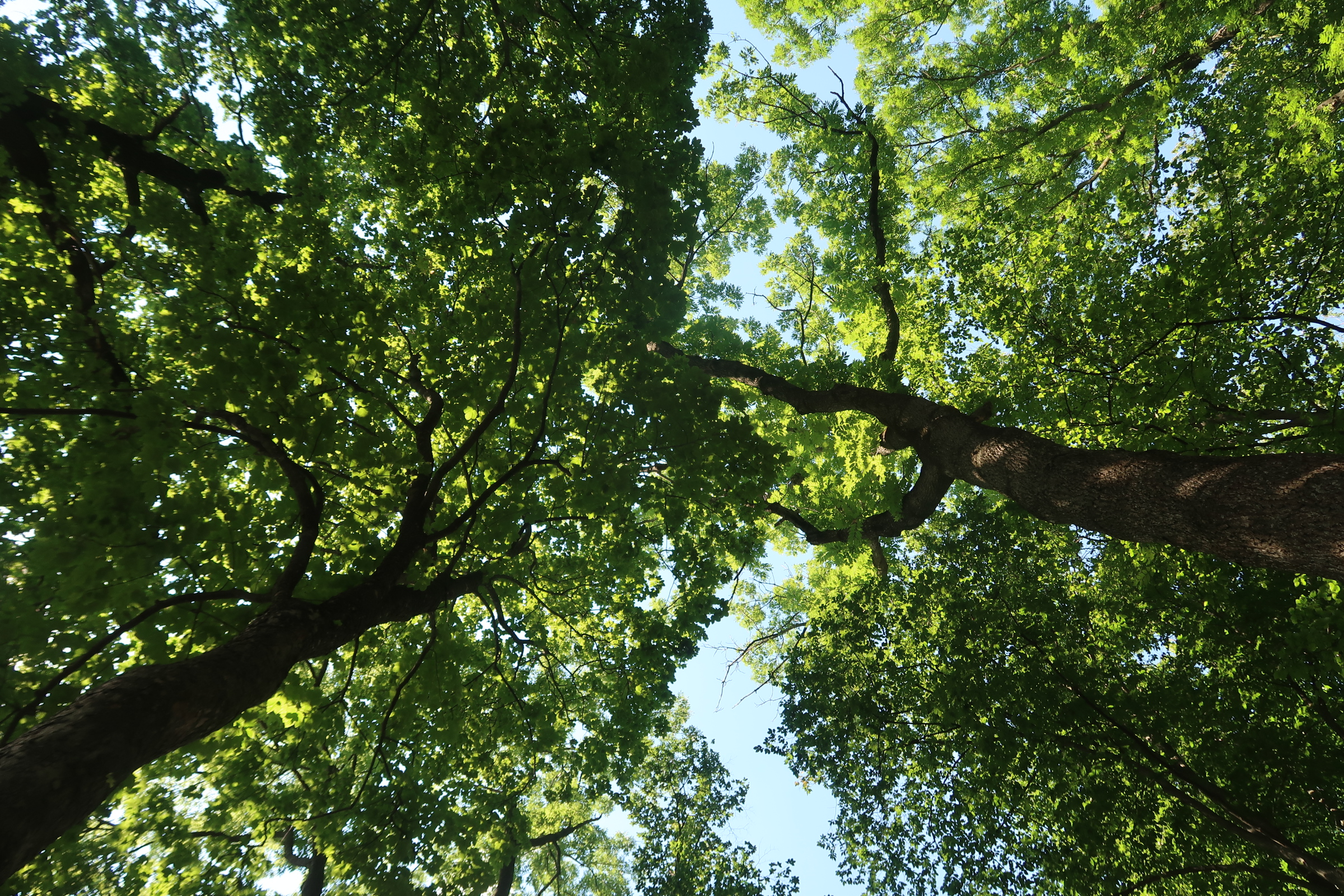